# Kawasaki W650
La W650 è un modello di motocicletta "Neo Retrò" che si rifà alle linee classiche delle moto inglesi degli anni cinquanta e sessanta e al filone romantico-trasgressivo ben espresso nel film Il selvaggio dal protagonista Johnny (Marlon Brando).
Il nome utilizzato dalla casa motociclistica giapponese riprende quello delle W1, W2 e W3 in produzione dal 1967 al 1975.

## Il contesto
Presentata in Giappone nell'agosto 1998 la W650 è stata messa in vendita in Europa, negli Stati Uniti e in Canada dal 1999, precedendo di oltre due anni altre interessanti proposte di bicilindrici in stile classico commercializzate nell'ordine da Triumph, Ducati e Moto Guzzi.
L'importazione della W650 in Nord America è stata interrotta a fine 2000, appena prima dell'introduzione della nuova Triumph Bonneville.
In Europa viene importata fino al 2006. In Giappone resta in catalogo fino a tutto il 2010.
Nel 2011 viene sostituita dalla W800.
Dal 2006 al 2010 ne viene prodotta, solo per il Giappone, una versione di cilindrata minore, denominata W400, da 399 cm³ con la corsa ridotta da 83 a 49 mm passando da leggermente sottoquadro (rapporto 0.86:1) a diventare un vero superquadro (1,47:1).
Nel corso degli anni l'ottimo progetto iniziale ha richiesto solo adattamenti di dettaglio per adattarsi alla normativa Euro 2 e sono state apportate piccole modifiche estetiche: l'adozione di un manubrio più basso e il passaggio dalla classicissima sella liscia con bordino panna ad una con cuciture perpendicolari all'asse del mezzo. Unica modifica strutturale degna di nota è l'inclinazione del canotto di sterzo che passa nel 2003 da 26,5° a 27° al fine di ridurre leggermente la maneggevolezza in favore della stabilità.
Una delle sue particolarità più raffinate è la distribuzione comandata ad alberello e coppie coniche, come quella delle Norton Manx e alcuni modelli Ducati del passato.